# Erkenbert von Frankenthal

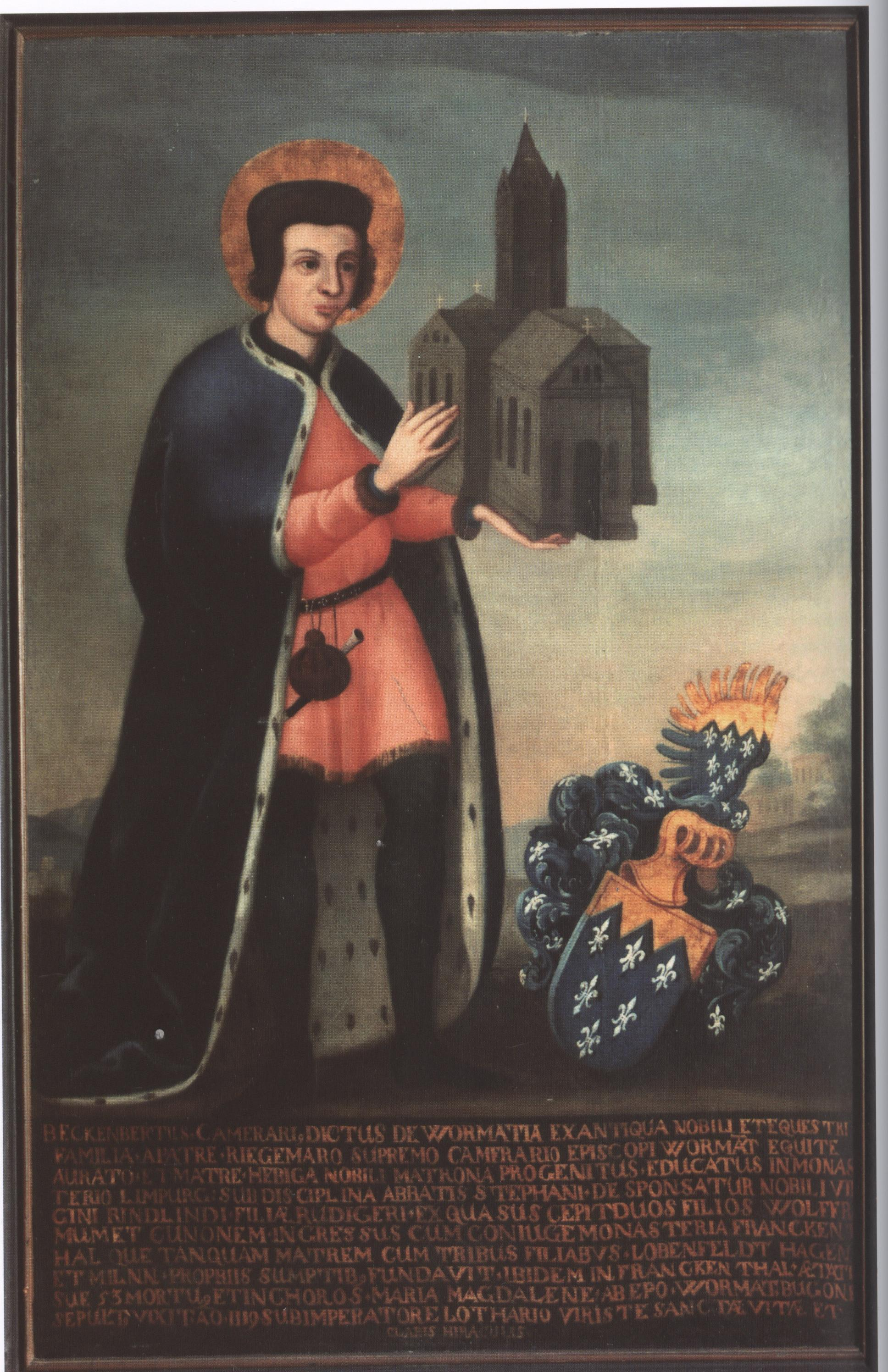
Der Selige Erkenbert mit einem Modell der Frankenthaler Stiftskirche, Gemälde um 1650

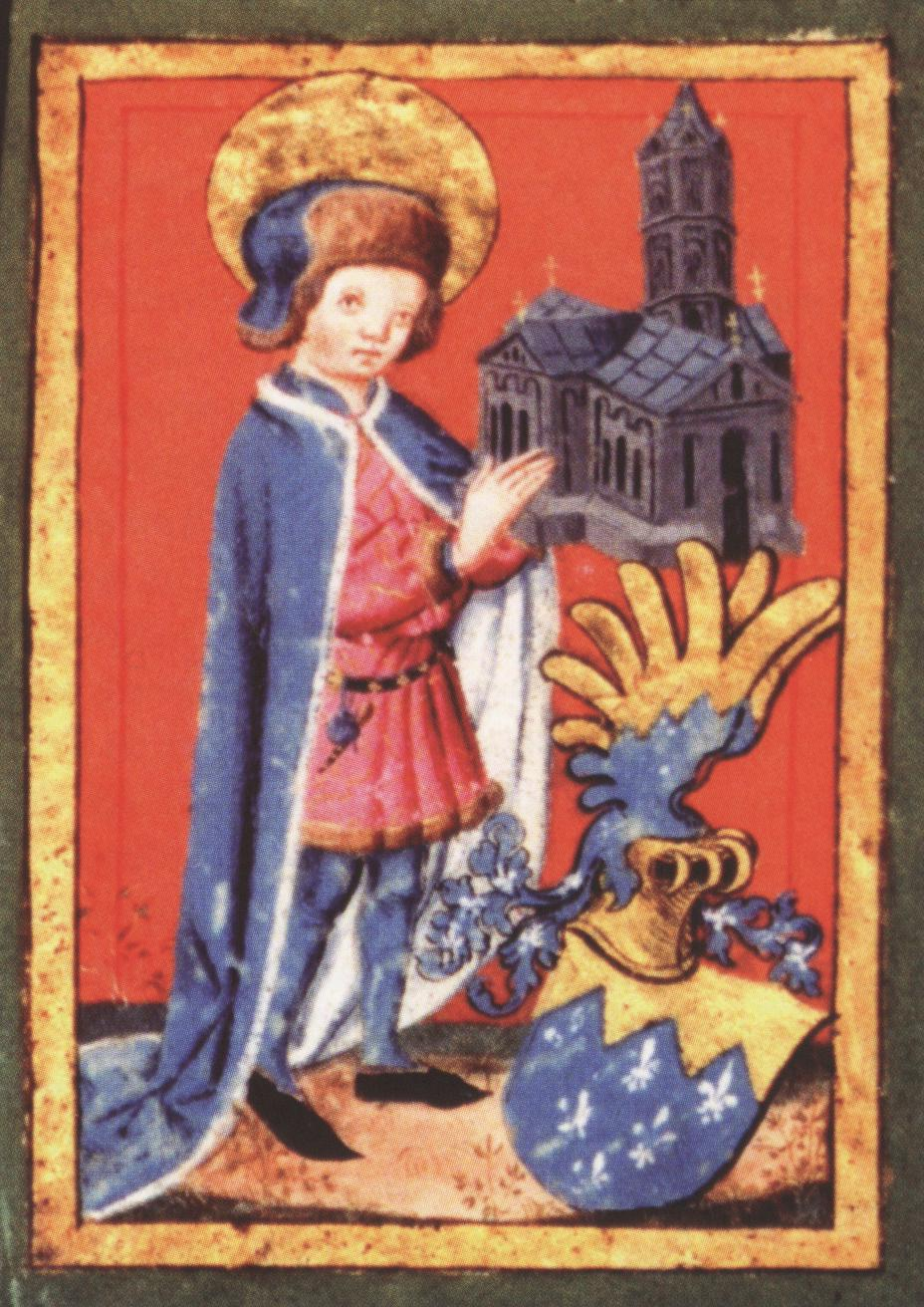
Der Selige Erkenbert von Frankenthal, Buchminiatur um 1350

Erkenbert von Frankenthal, auch Erkenbert von Worms (* um 1079 in Worms; † 24. Dezember 1132 in Frankenthal), war ein Adeliger, Klosterstifter und Propst auf dem Gebiet des späteren Frankenthal (Pfalz). Ursprünglich im Amt eines weltlichen Ministerialen, trat Erkenbert in den geistlichen Stand über. Er wurde im alten Bistum Worms und wird in der heutigen Diözese Speyer als lokaler Seliger verehrt.

## Leben
Erkenbert (öfter auch Eckenbert) wurde um 1079 in Worms als Sohn des Riegemar (auch Reginmar), bischöflicher Lehensmann und Kämmerer sowie der Hebiga, einer „edlen Matrone“ geboren. Eine Verwandtschaft zu der Familie, die sich später Kämmerer von Worms nennt, ist nicht belegt.
Ausgebildet im Kloster Limburg avancierte Erkenbert selbst zum Ministerialen in Worms und besaß ein Gut im benachbarten Dorf Frankenthal. Wenngleich fromm erzogen und wohltätig gegen die Armen, geriet der junge Edelmann auf sittliche Abwege. Er kaufte sich eine Konkubine aus niedrigem Stand, die ihm sein Verwandter Rüdiger überließ. Das war die „Hörige“ Richlinde. Mit ihr zeugte er zwei uneheliche Söhne, Wolfram und Cuno. Während einer schweren und sehr schmerzhaften Krankheit, bei der er in Lebensgefahr schwebte, beschwor ihn Kustos Wolfram vom Paulusstift in Worms, er möge das sündige Verhältnis endlich durch eine christliche Ehe legalisieren und ebenso die beiden Söhne als legitim anerkennen. Dies tat er noch auf dem Krankenbett und ließ sich auch die Kommunion reichen. Danach fiel er in einen todesähnlichen Zustand, in dem er eine Vision hatte, bei der ihm ein Ankläger im Jenseits keine anderen schweren Sünden als das Konkubinat vorwerfen konnte, er die Hölle gezeigt bekam, fast hineinstürzte aber unerwartet von einer Frau bei der Hand genommen und weggeführt wurde. Nach diesem Erlebnis beschloss er, sein Leben radikal zu ändern.
Erkenbert verschenkte seinen Besitz und gründete schließlich von dem Rest auf seinem Gut, beim heutigen Frankenthal, ein Kloster. Mit Einwilligung seiner Frau trennte er sich von ihr, um dort einzutreten. Urkundlich belegt ist die Gründung des Frankenthaler Augustiner-Chorherrenstifts – seine Überreste werden heute als Erkenbert-Ruine bezeichnet – am 27. Mai 1119, welches sechs Jahre später vom Wormser Bischof Burchard II. geweiht wurde. Erkenbert legte somit gleichzeitig den Grundstein für die Entwicklung der heutigen Stadt. Erst lebte er als Frater in seiner Gemeinschaft, übernahm 1127 als Propst deren Leitung und empfing 1129 auf Wunsch des Wormser Bischofs die Priesterweihe.

## Tod und Andenken

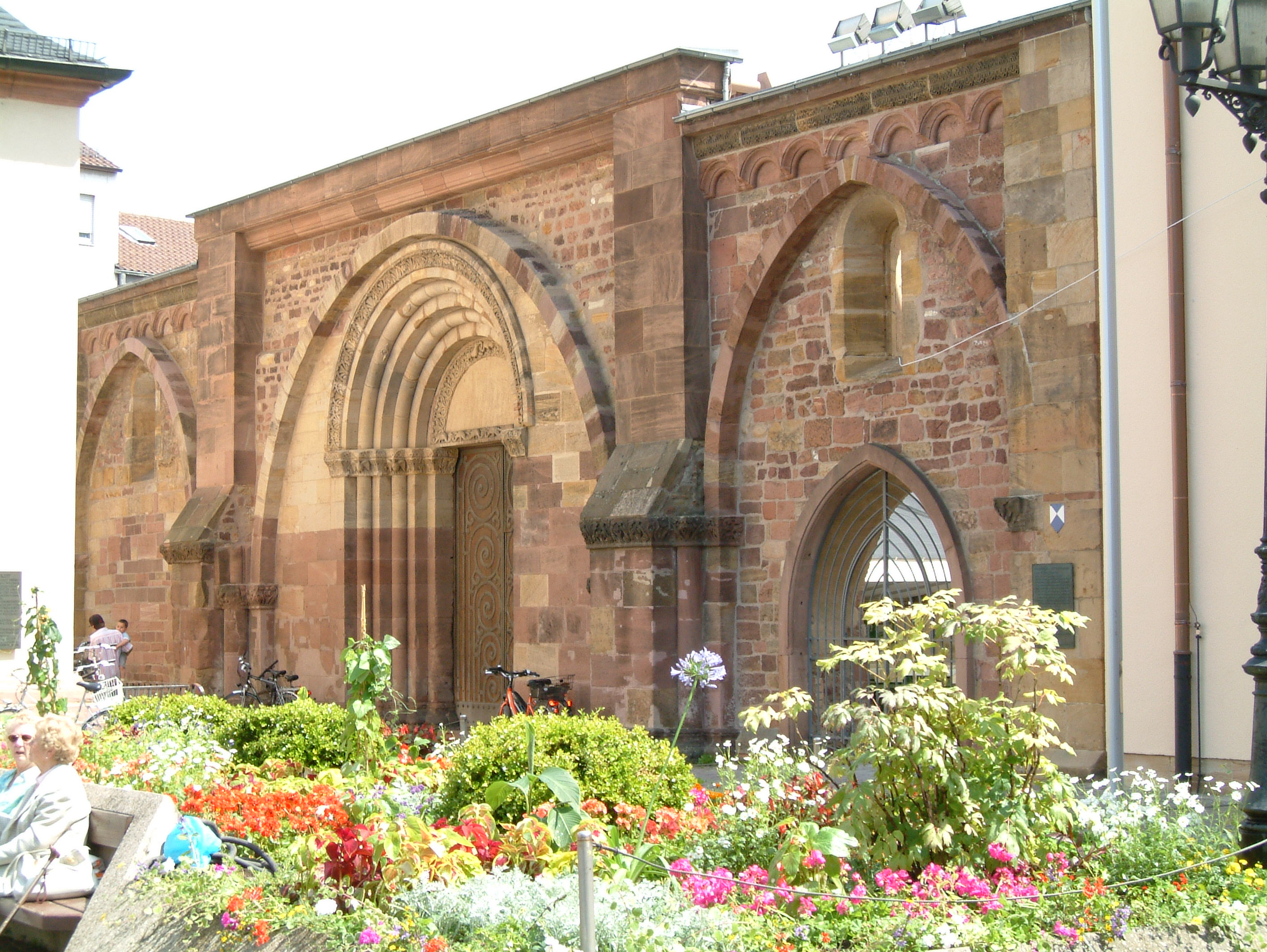
Die Erkenbertruine in Frankenthal, Westfassade

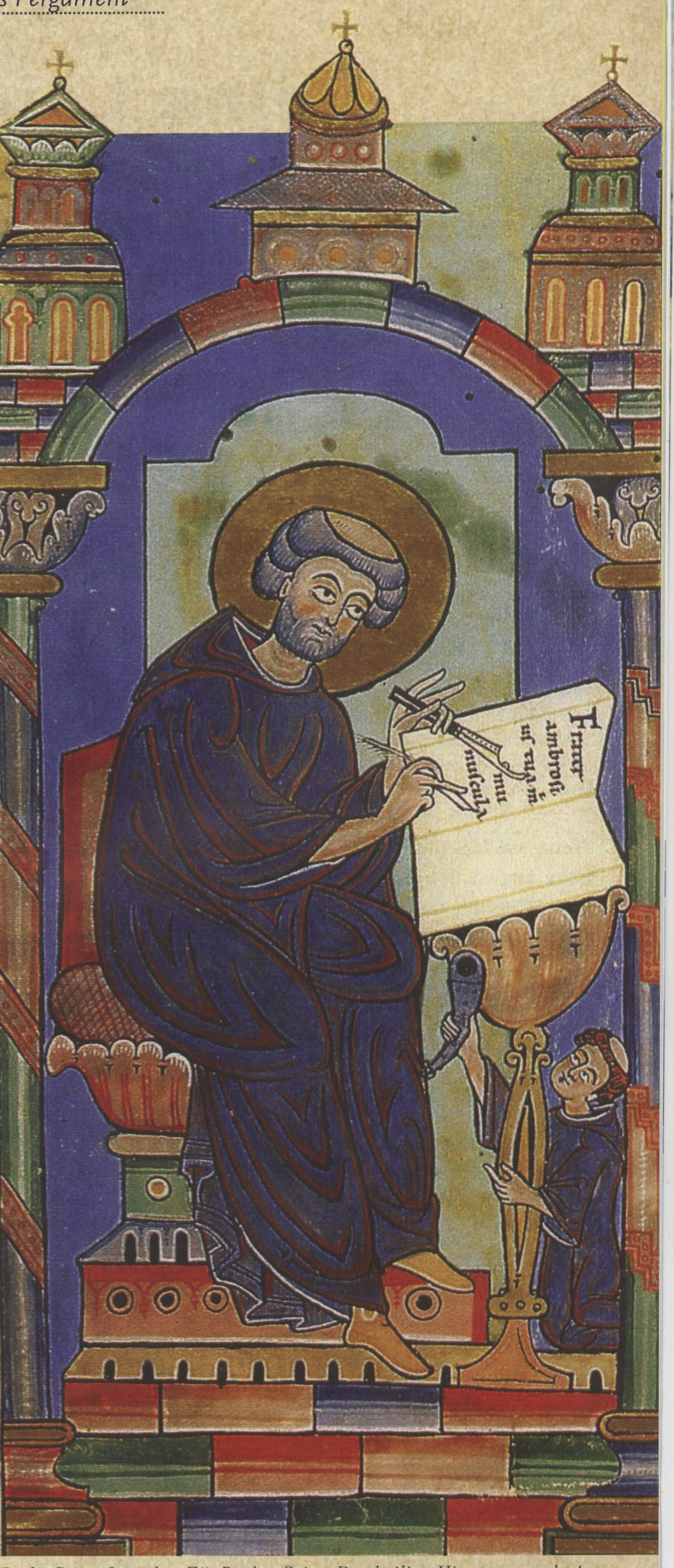
St. Hieronymus, Illustration aus der Frankenthaler Bibel, hergestellt im Kloster des Seligen Erkenbert, 1148

Erkenbert verstarb am 24. Dezember 1132. Am Stephanstag den 26. Dezember begrub ihn der Wormser Bischof Burchard II. persönlich in der Frankenthaler Stiftskirche, der heutigen Erkenbertruine „am Altar der Heiligen Maria, gerade an dem Aufstieg zum Sanktuarium“, wie es die Vita beschreibt. Schon wenig später wurde er in der Diözese Worms als Heiliger verehrt und neben Maria Magdalena als Schutzpatron des Frankenthaler Klosters angerufen. Die persönliche Beerdigung durch den Bischof werten Historiker als Indiz der bei seinem Tode bereits bestehenden Verehrung Erkenberts. Diesbezüglich enthält auch seine Lebensbeschreibung eine interessante Passage: „Aus verschiedenen Orten strömten nun unendlich viele Menschen jeden Geschlechts zusammen und baten, man möge ihnen den Leib des Verblichenen zeigen. Als dies geschah entstand ein lautes Weinen“.
Das Leben des Seligen Erkenbert wird uns überliefert durch eine kontemporäre Vita aus dem 12. Jahrhundert. Das Original ist verschollen, eine Abschrift fertigte um 1500 der Augustiner-Chorherr Johannes Heydekyn von Sonsbeck, im Kloster Kirschgarten zu Worms und sie ist uns als Teil seiner sogenannten Kirschgartener Chronik erhalten. Diese lag Jahrhunderte unbeachtet im Wormser Stadtarchiv und wurde erst 1880 wiederentdeckt. Eine zweite Quelle zu Erkenberts Lebensgang ist eine Vita in Reimform, niedergeschrieben von einem Schulmeister Heinrich Michael. Von dieser Reimchronik die aufgrund der Sprache etwa um 1300 entstanden sein muss, existieren noch mehrere Abschriften. In einer solchen – etwa um 1600 gefertigt – ist eine Miniaturdarstellung Erkenberts eingeklebt, die dem 14. Jahrhundert zugehört und wohl von einer älteren Handschrift ausgeschnitten und übertragen wurde. Die Angaben in der Reimchronik und in der Kirschgartener Vita sind bis auf unbedeutende Abweichungen deckungsgleich.
Nach Erkenberts Tod blühte seine Stiftung weiter auf. Landläufig wurde sie auch als Kloster „Groß-Frankenthal“ bezeichnet; 1163 erfolgte die Erhebung zur Abtei durch Papst Viktor IV. Es existierte dort auch ein berühmtes Scriptorium für Handschriften, als deren wertvollste die sogenannte „Frankenthaler Bibel“, ein kostbar verzierter 2-bändiger Foliant aus dem Jahre 1148 erhalten ist. Sie gehörte einst dem Liebfrauenstift Worms, kam 1720 durch Verkauf nach England und befindet sich derzeit in der British Library London (Signatur „mss Harley 2803 – 2804“).
Als Teilnehmer am Wormser Reichstag von 1495 starb hier am 14. Juli dieses Jahres der Freisinger Fürstbischof Sixtus von Tannberg, welchen man in den Freisinger Dom überführte.
Kurfürst Friedrich III. von der Pfalz löste das Stift im Zuge der Reformation zwangsweise auf und die Mönche wurden vertrieben. Die letzten Konventualen gingen 1562, in welchem Jahr man die Klostergebäude den gerade aus den Niederlanden angekommenen protestantischen Glaubensflüchtlingen übergab.

Im alten Klosterbereich sind bedeutende Reste der romanischen Stiftskirche erhalten, genannt „Erkenbertruine“, die vermutlich noch immer das Grab des Seligen bergen. Auch sonst ist sein Name in Frankenthal durch die Erkenbert-Schule, das städtische Erkenbert-Museum sowie den Erkenbert-Brunnen auf dem Rathausplatz geläufig. Ein frühbarockes Gemälde das Erkenbert als Klosterstifter zeigt, hängt im Frankenthaler Rathaus. Die Entstehungszeit des Bildes datieren Sachverständige auf ca. 1650. Der Maler steht nicht fest, es könnte jedoch durch die Wormser Jesuiten nach Frankenthal gelangt sein, welche die Stadt zwar 1652 verlassen mussten, zuvor aber, mit Unterstützung der Dalberger, zeitweise in den Besitz des profanierten Erkenbert-Klosters gelangt waren. Das lebensgroße Ölgemälde (1,88 × 1,21 m) weist eine frappante Ähnlichkeit mit der Miniaturdarstellung Erkenberts in der alten Handschrift auf und trägt wie diese, das Wappen des Adelsgeschlechtes Dalberg. Die Dalberger nahmen sich besonders des Seligen an, da sie inzwischen – wie einst Erkenbert – den Titel der Kämmerer von Worms trugen. Sie „reklamierten“ Erkenbert förmlich als einen ihrer Vorfahren, was aber nicht zutreffend ist. Die Neue Deutsche Biographie (NDB) führt dazu aus:

„... Der nicht verwandte selige Erkenbert († 1132), Sohn des bischöfl. Kämmerers Reginmar, wurde erst seit der Humanistenzeit als Ahnherr usurpiert. Tatsächlicher Stammvater ist Giselbert I. von Rüdesheim (erw. 1130–1152), dessen Enkel Gerhard (erw. 1208–1239) als Vicedom in Worms auftrat, während der Urenkel Gerhard der Jüngere (erw. 1220–1248) seit 1239 erstmals das Amt eines Kämmerers bekleidete, das bei seinen Nachkommen erblich wurde.“

Die Verehrung Erkenberts beschränkte sich hauptsächlich auf das Bistum Worms, zu dessen geistlicher Jurisdiktion Frankenthal bis 1801 gehörte. Nach dessen Untergang kam die Stadt zum neu gegründeten Bistum Speyer, das den traditionellen Kult übernahm. Der Todestag, 24. Dezember, ist der Gedenktag des Seligen.

## Frau und Kinder
Erkenberts Ehefrau Richlinde (Richlindis) folgte dem Beispiel ihres Mannes. Sie gründete etwas später das nahegelegene Augustiner-Chorfrauenstift, genannt „Klein-Frankenthal“ (um es von Erkenberts Kloster zu unterscheiden), das der Wormser Bischof Burchard II. 1139 weihte. Richlinde wurde Vorsteherin der Schwesterngemeinschaft, überlebte ihren Mann um fast 20 Jahre und starb gemäß Überlieferung am 26. Dezember 1150 in ihrem Konvent. Gleich ihm wurde auch sie wegen ihrer Frömmigkeit und Wohltätigkeit als Selige verehrt, wobei ihr Kult aber keine eigenständige Ausprägung besaß, sondern stets mit dem Erkenberts verbunden blieb. Der 26. Dezember (Todestag) gilt als Gedenktag der Seligen Richlinde. Das Kloster Klein-Frankenthal wurde bereits 1431 durch Papst Eugen IV. aufgehoben und es existieren davon keine Reste mehr. Es soll sich in Omersheim (nicht Ormsheim oder Ormsheimer Hof), im Süden der heutigen Stadt, im Bereich des jetzigen Karolinen-Gymnasiums befunden haben. Dort stieß man beim Neubau der Schule nach dem Zweiten Weltkrieg auf Gräber und sonstige Relikte.
Laut der Vita wählten auch die Söhne Erkenberts und Richlindes den geistlichen Stand, starben aber noch vor der Priesterweihe; Wolfram als Diakon und Cuno als Subdiakon.